# Mulyo Sari (Tanjung Sari)
Mulyo Sari is een bestuurslaag in het regentschap Lampung Selatan van de provincie Lampung, Indonesië. Mulyo Sari telt 3112 inwoners (volkstelling 2010).